# Адміністративний поділ Малі

Адміністративний поділ Малі

Малі поділяється на 8 областей та особливу адміністративну одиницю Бамако (дистрикт). 15 липня 2012 року представники Національного руху за визволення Азавада повідомили, що вони відмовилися від ідеї створення Незалежної Держави Азавад, віддавши перевагу створення автономії.
| № | Область  | Область (фр.) | Адм. центр | Площа, км² | Населення, чол. (2009) | Щільність, чол./км² |
| - | -------- | ------------- | ---------- | ---------- | ---------------------- | ------------------- |
| 1 | Бамако   | Bamako        | Бамако     | 252        | 1 809 106              | 7178,99             |
| 2 | Ґао      | Gao           | Ґао        | 170 572    | 544 120                | 3,19                |
| 3 | Каєс     | Kayes         | Каєс       | 119 743    | 1 996 812              | 16,68               |
| 4 | Кідаль   | Kidal         | Кідаль     | 151 430    | 67 638                 | 0,45                |
| 5 | Кулікоро | Koulikoro     | Кулікоро   | 95 848     | 2 418 305              | 25,23               |
| 6 | Мопті    | Mopti         | Мопті      | 79 017     | 2 037 330              | 25,78               |
| 7 | Сеґу     | Ségou         | Сегу       | 64 821     | 2 336 255              | 36,04               |
| 8 | Сікассо  | Sikasso       | Сікассо    | 70 280     | 2 625 919              | 37,36               |
| 9 | Тімбукту | Tombouctou    | Тімбукту   | 496 611    | 681 691                | 1,37                |
|   | Всього   |               |            | 1 248 574  | 14 517 176             | 11,63               |

Регіон Тімбукту, Кідаль і Гао є частиною невизнаної автономії Азавад.